# Guerre d'agression
« Guerre de conquête » redirige ici. Pour le théâtre militaire nord-américain avant et pendant la guerre de Sept Ans, voir Guerre de la Conquête.

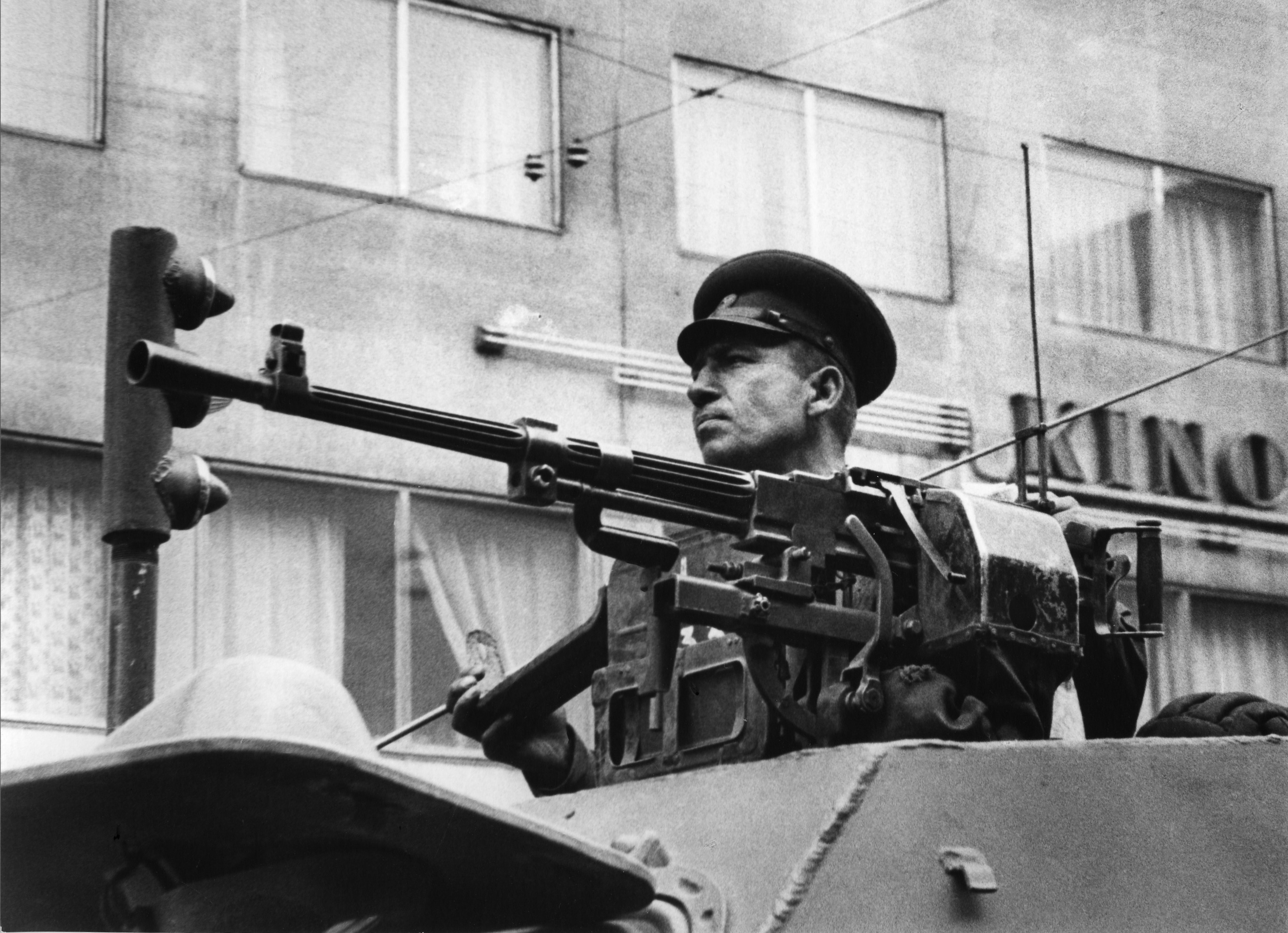
Soldat soviétique sur un blindé léger BRDM-1 durant l'invasion de la Tchécoslovaquie par le Pacte de Varsovie en août 1968.

Une guerre d'agression, parfois appelée guerre de conquête, est un conflit militaire qui n'est pas justifié par l'autodéfense et qui a pour objectif l'expansion territoriale et la domination des populations.
Les guerres qui ne correspondent pas aux lois internationales (c'est-à-dire ne relevant ni de l'autodéfense, ni d'un acte approuvé par le Conseil de sécurité des Nations unies) peuvent être qualifiées de guerres d'agression ; toutefois, ces seuls faits ne sont pas constitutifs de l'agression : certaines guerres sont illégales sans être pour autant une « agression », par exemple, quand un peuple avance des revendications raisonnables et limitées pour lancer une guerre relative à un litige frontalier.
Après la Seconde Guerre mondiale, le verdict du Tribunal militaire international de Nuremberg énonce : « La guerre est un mal dont les conséquences ne se limitent pas aux seuls États belligérants, mais affectent le monde tout entier. Déclencher une guerre d'agression n'est donc pas seulement un crime d'ordre international ; c'est le crime international suprême, ne différant des autres crimes de guerre que du fait qu'il les contient tous »,. L'article 39 de la Charte des Nations unies prévoit que « le Conseil de sécurité constate l'existence d'une menace contre la paix, d'une rupture de la paix ou d'un acte d'agression et fait des recommandations ou décide quelles mesures seront prises conformément aux Articles 41 et 42 pour maintenir ou rétablir la paix et la sécurité internationales ».
Le Statut de Rome définit le crime d'agression comme l'un des « crimes les plus graves qui touchent l'ensemble de la communauté internationale » et confère à la Cour pénale internationale la légitimité pour traiter ce type de crime. Néanmoins, ce même statut restait flou sur la définition, jusqu'à la résolution RC/Res.6 du 11 juin 2010 qui remplace les versions précédentes.